# Herophydrus
Herophydrus är ett släkte av skalbaggar. Herophydrus ingår i familjen dykare.

## Bildgalleri

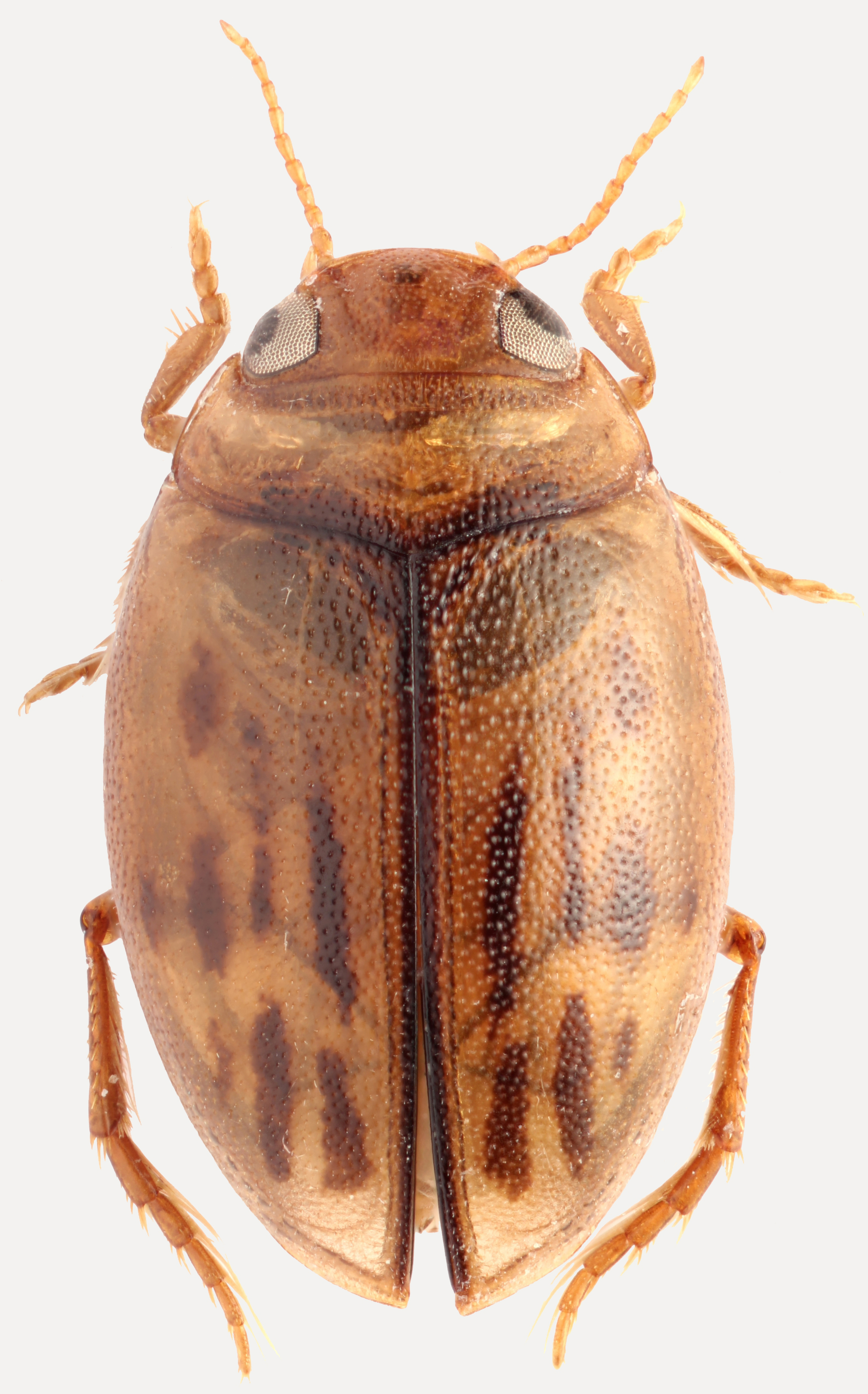

## Dottertaxa tillHerophydrus, i alfabetisk ordning[1]
- Herophydrus assimilis
- Herophydrus bilardoi
- Herophydrus capensis
- Herophydrus cleopatrae
- Herophydrus confusus
- Herophydrus discrepatus
- Herophydrus endroedyi
- Herophydrus gigantoides
- Herophydrus gigas
- Herophydrus goldschmidti
- Herophydrus gschwendtneri
- Herophydrus guineensis
- Herophydrus heros
- Herophydrus hyphoporoides
- Herophydrus ignoratus
- Herophydrus inquinatus
- Herophydrus janssensi
- Herophydrus kalaharii
- Herophydrus morandi
- Herophydrus musicus
- Herophydrus muticus
- Herophydrus natator
- Herophydrus nigrescens
- Herophydrus nodieri
- Herophydrus obscurus
- Herophydrus obsoletus
- Herophydrus ovalis
- Herophydrus pallidus
- Herophydrus pauliani
- Herophydrus quadrilineatus
- Herophydrus reticulatus
- Herophydrus ritsemae
- Herophydrus rohani
- Herophydrus rufus
- Herophydrus sjostedti
- Herophydrus spadiceus
- Herophydrus sudanensis
- Herophydrus tribolus
- Herophydrus variabilis
- Herophydrus vaziranii
- Herophydrus verticalis
- Herophydrus wewalkai
- Herophydrus vittatus